# Солунски еврейски музей
Солунският еврейски музей (на гръцки: Εβραϊκό Μουσείο Θεσσαλονίκης; на ладино: Museo Djidio De Salonik) е музей в град Солун, Гърция.
Музеят е посветен на историята и културата на сефарадските евреи в града. Музеят е посещаван предимно от евреи туристи, но и от изследователи, ползващи архивите и библиотеката му. Музеят е член на Асоциацията на европейските еврейски музеи.

## История
Музеят се намира на улица „Агиос Минас“ № 13, на ъгъла с „Елевтериос Венизелос“.
Сградата е построена в 1904 година от италианския архитект Виталиано Позели. Собственикът бил евреин, а в сградата в различни периоди са били настанени Атинската банка (1909-1925) и офисите на еврейския вестник „Ендепандан“. По-късно в него се помещава магазин „Мелка“. Сградата е сред оцелелите от Големия пожар от 1917 година. В 1983 година е обявена за паметник на културата.
Реставрацията на сградата продължава от 1998 до 2003 година и е финансирана от Организацията за културна столица на Европа Солун 1997. Музеят е открит на 13 май 2001 година от министъра на културата Евангелос Венизелос и от Андреас Сефиха, председател на Еврейската общност в Солун. Идеята за основаване на музея е на Сефиха и той за започва да работи за това през 1994 г. Колекцията на музея се основава на сбирката документи, ритуални предмети, фотографии и библиотеката, помещавали се на улица „Василевс Ираклиос“ № 26, и известна като Център на курса на еврейската история в Солун или Център за еврейски изследвания в Солун или Еврейски исторически център в Солун.

## Сграда
В архитектурно отношение сградата се състои от партер и първи етаж, докато най-характерната му точка е ъгловата проекция на пода с косниците и голяма декоративна обвивка. Фасадите са интензивно декорирани с рамки на прозорците и голяма висулка на фасадата към улица „Елевтериос Венизелос“. Оформлението му е типично за търговска сграда от това време. Големият удължен вътрешен двор със стъклен покрив организира магазините около него.

## Колекции
На партерното ниво са монументални камъни и надписи, открити в големия еврейски некропол, лежал на изток от градските стени. Съпътстващи тези камъни са серия от снимки, показващи гробището и посетителите в 1914 г.
Централно място на първия етаж заема разказът за историята на еврейското присъствие в Солун от III век пр. Хр. до Втората световна война. Отделна изложба се фокусира върху Холокоста на еврейската общност в Солун. По-голямата част на общността – около 49 000 лица – са систематично депортирани в Аушвиц и Берген-Белзен, където повечето от тях загиват.
В музея работи Център за изследвания и документация, който има за цел да документира и дигитализира архивните документи от колекцията на музея, както и архивни материали от други източници, като по този начин се създава база данни, достъпна за посетителите.
Музеят предлага специални образователни програми за училищата.
- Изглед отвън
- Фотографии, свързани с Холокоста
- Фотографии, свързани с Холокоста
- Постоянната експозиция, озаглавена „Солун: метрополия на сефарадското еврейство“
- Същата експозиция